# 劉英媛
刘英媛（?—?），封临川长公主，是中国南北朝宋文帝刘义隆第六女，《资治通鉴》作世祖（宋孝武帝）女。
刘英媛嫁给了宋孝武帝皇后王宪嫄的兄弟东阳郡太守王藻，王藻的母亲是刘英媛的姑母刘荣男，而王藻另爱吴崇祖。景和年间（465年），刘英媛在宋前废帝面前说王藻的坏话，王藻下狱而死，公主与王氏离婚。泰始初年，改嫁豫章郡太守庾冲远，未及成礼，庾冲远卒，江𢽾作表让婚临汝公主，宋明帝给各位公主看让婚表，刘英媛上表请求回到王家，抚养儿子王彻。